# Генкель, Павел Александрович
Па́вел Алекса́ндрович Ге́нкель (26 января 1903, Санкт-Петербург — 9 сентября 1985, Москва) — советский биолог (ботаник), зав. кафедрой физиологии растений (1931—1939), декан биологического факультета (1933) Пермского университета, директор Ботанического института при Пермском университете (1935—1939), член-корреспондент АПН СССР.

## Биография
Принадлежал к династии пермских ученых и просветителей Генкелей. Его отец, А. Г. Генкель — известный биолог. Его сестра, М. А. Генкель — пермский учёный-лингвист, глава кафедры русского языка и общего языкознания ПГУ, брат А. А. Генкель — ботаник-болотовед.
В 1924 году окончил отделение естествознания Пермского университета. В университете прошёл путь от ассистента до профессора, заведующего кафедрой физиологии растений, директора Биологического института при ПГУ. Звание профессора получил в возрасте 28 лет. Ученик Д. А. Сабинина.
В 1931—1939 годах — заведующий кафедрой физиологии растений биологического факультета Пермского университета.
С 20 августа 1933 года был утверждён деканом биологического факультета ПГУ и с 28 октября 1933 года освобожден от должности декана по личному заявлению.
В 1935—1939 годах — директор Биологического научно-исследовательского института при Пермском университете. В 1939 году по приглашению академика А. Н. Баха переехал в Москву, работал в Институте физиологии растений АН СССР, где заведовал до 1983 года лабораторией физиологии засухо- и жароустойчивости растений. Преподавал также в Московском областном педагогическом институте.
Член-корреспондент АПН РСФСР с 10 декабря 1959 года, член-корреспондент АПН СССР со 2 февраля 1968 (Отделение дидактики
и частных методик).
Основные работы посвящены физиологии засухоустойчивости, морозоустойчивости, жароустойчивости и физиологии покоя у растений, вопросам закаливания растений. Опубликовал свыше 300 работ, в том числе около 30 монографий, учебников и пособий для высшей и средней школы.
Автор учебного пособия «Физиология растений» (1975), биографий Ф. Я. Гоби (1976), Д. А. Сабинина (1980), А. Г. Генкеля (1981), опубликованных издательством «Наука», монографии «Физиология жаро- и засухоустойчивости растений» (1982). Под его руководством защищено 16 докторских и 49 кандидатских диссертаций.
Дочь Ксения — кандидат биологических наук.

## Награды
- орден Ленина
- орден Трудового Красного Знамени (17 сентября 1975)
- орден Дружбы народов (25 января 1983)
- орден Красной Звезды (10 июня 1945)
- медали
- Премия имени К.А. Тимирязева (АН СССР, 1948) — за работу «Устойчивость растений к засухе и пути ее повышения»

## Избранные работы
- Генкель П. А. Инструкция для постановки опытов по предпосевному закаливанию семян пшеницы к засухе / Проф. П. А. Генкель; Троицкий лесостепной заповедник. Пермь: Звезда. 1936.
- Генкель П. А. Устойчивость растений к засухе и пути её повышения, М.- Л., 1946.
- Генкель П. А. Летняя полевая практика, под ред. П. А. Генкеля, М., 1950.
- Генкель П. А., Кудряшов Л. В. Ботаника, 2 изд., М., 1952.
- Генкель П. А. Как живут растения, М., 1957.
- Генкель П. А. Физиология растений с основами микробиологии, 2 изд., М., 1962.
- Генкель П. А. Методические указания по предпосевному закаливанию растений против засухи / М-во сел. хоз-ва СССР. Глав. упр. с.-х. науки и пропаганды. Москва: Колос, 1968.
- Генкель П. А. Физиология растений. Учебное пособие по факультативному курсу для 9 класса. / П. А. Генкель Москва: Просвещение, 1975. — 174.
- Генкель П. А. Физиология жаро- и засухоустойчивости растений. М.: Наука, 1982.
- Генкель П. А. Микробиология с основами вирусологии: учебное пособие для вузов. Просвещение, 1974.

### Биографии учёных
- Генкель П. А. Христофор Яковлевич Гоби. 1847—1920 / АН СССР. — М.: Наука, 1976. — 168 с. — (Научно-биографическая серия). — 12 000 экз.
- Генкель П. А. Дмитрий Анатольевич Сабинин. 1889—1951 / АН СССР. — М.: Наука, 1980. — 184 с. — (Научно-биографическая серия). — 14 000 экз.
- Генкель П. А. Александр Германович Генкель. 1872—1927 / АН СССР. — М.: Наука, 1981. — 128 с. — (Научно-биографическая серия). — 17 300 экз.